# 中央省 (斯里蘭卡)
中央省是斯里蘭卡九個省份之一，位於該國中部。面積5674平方公里，人口2,423,966人。首府康提。
下分3區。